# Black Cat Bones
Die Black Cat Bones waren eine britische Bluesrock-Band, die sich Ende der 1960er in London formierte.
Sie waren in ihrer ursprünglichen Besetzung die Begleitband von Champion Jack Dupree bei dessen Aufnahmen zu dem Album When You Feel The Feeling You Was Feeling im Jahr 1968.
Kossoff und Kirke verließen die Formation und gründeten die Band Free. Price gründete später Foghat mit 3 anderen Künstlern.
Dafür kamen Short, Brooks, Price und Lenoir in die Band. In dieser Besetzung wurde das einzige Album Barbed Wire Sandwich aufgenommen. Nach diesen Aufnahmen löste sich die Band auf.

## Diskografie
- Barbed Wire Sandwich (1970)